# Leptosphaerulina
Leptosphaerulina McAlpine (leptosferulina) – rodzaj grzybów z rodziny Didymellaceae. Należy do niego około 50 gatunków. W Polsce występuje jeden gatunek.

## Systematyka i nazewnictwo
Pozycja w klasyfikacji według Index Fungorum: Didymellaceae, Pleosporales, Pleosporomycetidae, Dothideomycetes, Pezizomycotina, Ascomycota, Fungi.
Synonimy nazwy naukowej: Pseudoplea Höhn., Scleropleella Höhn.
Nazwa polska według W. Fałtynowicza.

## Niektóre gatunki
- Leptosphaerulina albulae Crivelli 1983
- Leptosphaerulina alpina Crivelli 1983
- Leptosphaerulina americana (Ellis & Everh.) J.H. Graham & Luttr. 1961
- Leptosphaerulina arachidicola W.Y. Yen, M.J. Chen & K.T. Huang 1956
- Leptosphaerulina argentinensis (Speg.) J.H. Graham & Luttr. 1961
- Leptosphaerulina australis McAlpine 1902
- Leptosphaerulina peltigerae (Fuckel) Riedl 1969 – leptosferulina pawężnicowa
- Leptosphaerulina personata (Niessl) M.E. Barr 1972
- Leptosphaerulina phaseolina Bondartsev 1921
- Leptosphaerulina platycodonis J.F. Lue & P.K. Chi 1994

Nazwy naukowe na podstawie Index Fungorum. Nazwy polskie według checklist W. Fałtynowicza.